# Campionat del Món de Trial 1990
La temporada de 1990 del Campionat del Món de trial fou la 16a edició d'aquest campionat, organitzat per la FIM. El calendari oficial constava de 12 proves puntuables, celebrades entre el 18 de març i el 9 de setembre.
Jordi Tarrés va guanyar el tercer dels seus set títols mundials. Amb la Beta, el català va continuar dominant el campionat amb un total de vuit victòries i quatre podis a les dotze proves puntuables, de manera que va revalidar còmodament el títol per davant dels italians Diego Bosis i Donato Miglio, cadascun d'ells amb dues victòries al llarg de la temporada.

## Retirades
Thierry Michaud, subcampió l'any anterior, va patir una sèrie de lesions durant la temporada i només va poder puntuar a la darrera prova, Suïssa, on fou novè. L'occità ja no va tornar a obtenir cap resultat destacable al campionat i acabà per retirar-se'n un cop acabada la temporada de 1993.
Steve Saunders, cinquè l'any anterior, va canviar el 1990 de Fantic a Beta, però va protagonitzar una temporada decebedora i va acabar el campionat en l'onzena posició final. L'anglès ja no va tornar a seguir el campionat, tret de participar esporàdicament en la prova britànica uns anys més. Aquella va ser també la darrera temporada al campionat d'Eddy Lejeune, que va participar només a la prova de Bèlgica amb la Montesa, on acabà dotzè.

## Sistema de puntuació
Barem de puntuació a partir de 1984:
| Posició | 1  | 2  | 3  | 4  | 5  | 6  | 7 | 8 | 9 | 10 | 11 | 12 | 13 | 14 | 15 |
| Punts   | 20 | 17 | 15 | 13 | 11 | 10 | 9 | 8 | 7 | 6  | 5  | 4  | 3  | 2  | 1  |

## Calendari
| Ronda | Data          | Prova         | Lloc           | Guanyador     |
| ----- | ------------- | ------------- | -------------- | ------------- |
| 1     | 18 de març    | Irlanda       | Glendalough    | Jordi Tarrés  |
| 2     | 25 de març    | Gran Bretanya | Merthyr Tudful | Jordi Tarrés  |
| 3     | 22 d'abril    | Estats Units  | Globe          | Jordi Tarrés  |
| 4     | 28 d'abril    | Canadà        | Ioco           | Jordi Tarrés  |
| 5     | 20 de maig    | Bèlgica       | Bilstain       | Diego Bosis   |
| 6     | 27 de maig    | Alemanya      | Osnabrück      | Jordi Tarrés  |
| 7     | 10 de juny    | Suècia        | Björkvik       | Donato Miglio |
| 8     | 17 de juny    | Finlàndia     | Tampere        | Jordi Tarrés  |
| 9     | 1 de juliol   | Espanya       | Viella         | Diego Bosis   |
| 10    | 8 de juliol   | Itàlia        | Fanano         | Jordi Tarrés  |
| 11    | 28 d'agost    | Polònia       | Myślenice      | Jordi Tarrés  |
| 12    | 9 de setembre | Suïssa        | Grimmialp      | Donato Miglio |

Notes
1. ↑  A la Colúmbia Britànica
2. ↑  A Diemtigen

## Classificació final
| Posició | Pilot              | Motocicleta | Punts |
| ------- | ------------------ | ----------- | ----- |
| 1       | Jordi Tarrés       | Beta        | 224   |
| 2       | Diego Bosis        | Aprilia     | 193   |
| 3       | Donato Miglio      | Fantic      | 180   |
| 4       | Tommi Ahvala       | Aprilia     | 167   |
| 5       | Philippe Berlatier | Beta        | 123   |
| 6       | Amós Bilbao        | Fantic      | 109   |
| 7       | Robert Crawford    | Beta        | 92    |
| 8       | Bruno Camozzi      | Fantic      | 79    |
| 9       | Thierry Girard     | Montesa     | 78    |
| 10      | Pascal Couturier   | Beta        | 63    |
|         |                    |             |       |
| 14      | Gabino Renales     | Montesa     | 24    |
|         |                    |             |       |
| 18      | Lluís Gallach      | Gas Gas     | 13    |
|         |                    |             |       |
| 21      | Andreu Codina      | Gas Gas     | 11    |